# 華盛頓縣 (奧克拉荷馬州)
華盛頓縣（英語：Washington County）是美国奧克拉荷馬州北部的一個縣，北鄰堪薩斯州，面積1,099 平方公里。根據2020年美國人口普查，共有人口52,455人。縣治巴特爾斯維爾（Bartlesville）。該縣成立於1897年，縣名紀念首任總統乔治·华盛顿。